# Рее, Анита

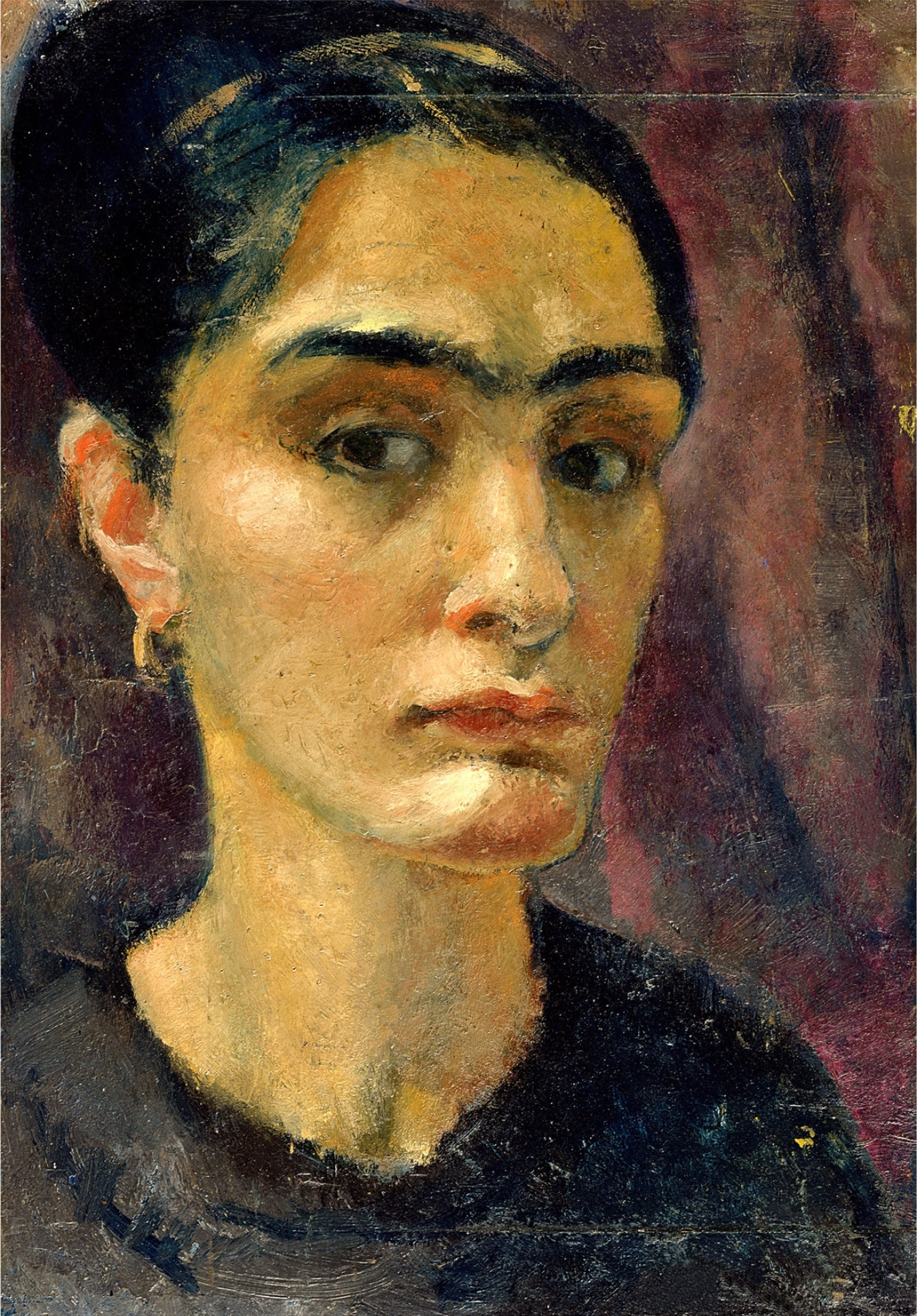
Автопортрет, между 1905 и 1915 г.г.

Анита Клара Рее (нем. Anita Clara Rée, род. 9 февраля 1885 г., Гамбург – ум. 12 декабря 1933 г., Кемпен, Зильт) - немецкая художница еврейского происхождения, авангардист и экспрессионист.

## Жизнь и творчество
Была второй по старшинству дочерью торговца зерном и колониальными товарами Израэля Ре и его супруги, Клары Хан. Семья Рее была уже ассимилированной в немецком обществе, отошла от иудаизма; девочки были крещены и лютеранской церкви. Начиная с 1905 года Анита учится рисунку у гамбургского художника Артура Зибелиста. В 1906 году Рее встречается в Берлине с известными живописцем Максом Либерманом и он, распознав талант у девушки, убеждает её продолжить обучение. До 1910 года Анита продолжает учиться у Зибелиста, затем открывает вместе с Францем Нёлкеном и Фридрихом Алерс-Гестерманом совместное художественное ателье "на троих". Это сотрудничество распадется вследствие безответной любви Аниты к Нёлкену. Зимой 1912-1913 годов Анита живёт в Париже и вращается там в кругу Фернана Леже, будучи его ученицей. В работах того периода творчества у Аниты Рее также видны влияния таких мастеров, как Пикассо, Сезанн и Матисс.
Возвратившись в Гамбург, девушка участвует в художественной выставке в 1913 году в галерее Комметер, в 1814 она знакомится с поэтом Рихардом Демелем. В последующие годы она приобретает известность как художник-портретист. В 1919 году Анита становится одной из учредительниц художественного движения «Гамбургский сецессион». В 1920 году она вступает в гамбургское «Общество художников» (Hamburgische Künstlerschaft). Годы 1921-1925 она проводит преимущественно в Тироле и в Италии, где много рисует, приезжая в Гамбург только для участия в выставках. Её близким другом становится художник и книготорговец Христиан Зелле. В этот период Анита близка к культурному течению «Новая вещественность».
В 1926 году Анита Рее возвращается в Гамбург и в том же году в числе организаторов существующего и по сей день GEDOK, «Общества немецких и австрийских художников различных направлений». Большую часть произведений Аниты собирает меценат Валерия Альпорт, передавшая впоследствии свою коллекцию берлинскому Еврейскому музею. Наиболее значительными работами Рее в период 1929-1931 годов были крупноформатные настенные росписи в двух новопостроенных в Гамбурге школах, зв которые художница удостоилась многочисленных похвал. Одна из этих картин, «Мудрые и глупые девы», была в годы национал-социализма уничтожена. Другая - «Орфей и животные», сохранилась и находится в настоящее время как культурный памятник под защитой государства.
В 1930 году художница получила заказ на оформление алтаря гамбургской церкви Ансгар (триптих) и выполнила эскизы к нему, однако в 1932 году этот заказ по причинам "религиозным" был отозван. Написанные уже под него картины были складированы в соборе Санкт-Николаус и погибли при бомбардировке 1943 года.
В 1932 году Анита Рее уезжает на остров Зильт. В апреле 1933 года, с приходом к власти в стране национал-социалистов, она как еврейка была изгнана из гамбургского Общества художников. В результате преследований, одиночества и незаслуженных оскорблений со стороны властей и художественного сообщества Анита всё чаще впадает в депрессии (о чём сообщает в письме сестре Эмилии) и в декабре 1933 года кончает жизнь самоубийством.
В 1937 году работы Аниты Рее были объявлены относящимися к так называемому «дегенеративному искусству», в том числе и семь её картин, приобретённых в 1920 -е годы Густавом Паули для гамбургского Музея искусств, и должны были быть из художественных собраний удалены. Управляющий хозяйственной частью музея Вильгельм Вернер спрятал их, как и некоторые другие, у себя дома и тем самым спас от уничтожения. В 1945 году, после окончания войны, он вернул эти произведения в музейную экспозицию. Проходившая в гамбургском Кунстхалле художественная выставка 2011-2012 годов была посвящена Вильгельму Вернеру.
В 1984 году одна из улиц в Гамбурге была названа её именем (Anita-Rée-Straße).

## Галерея

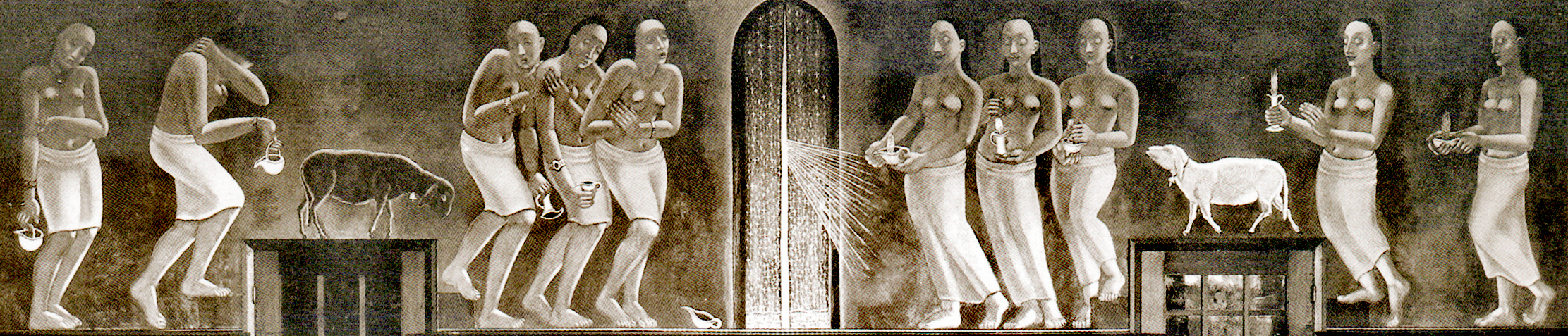
Мудрые и глупые девы, ок. 1930, настенная живопись, утеряно
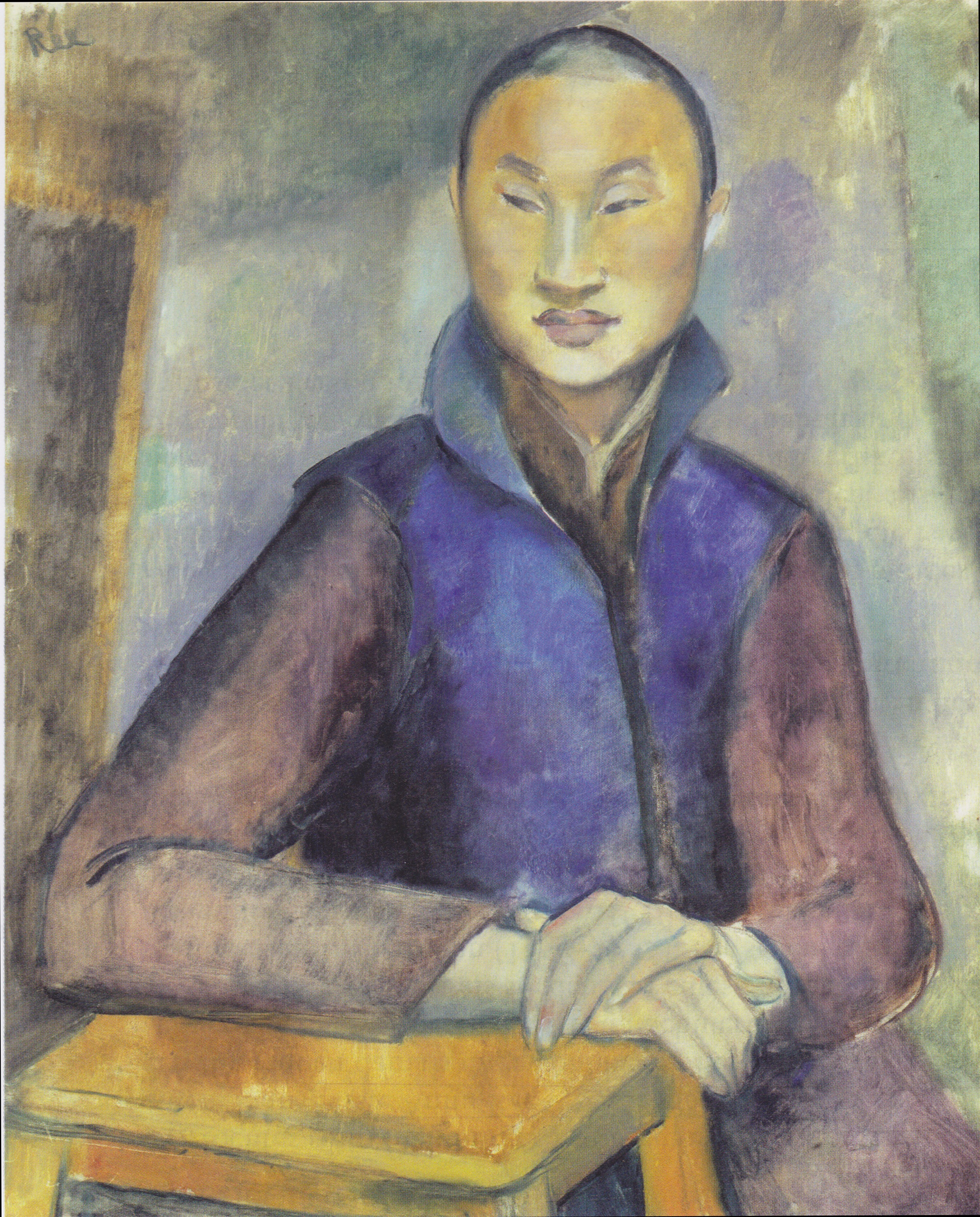
Молодой китаец, 1919
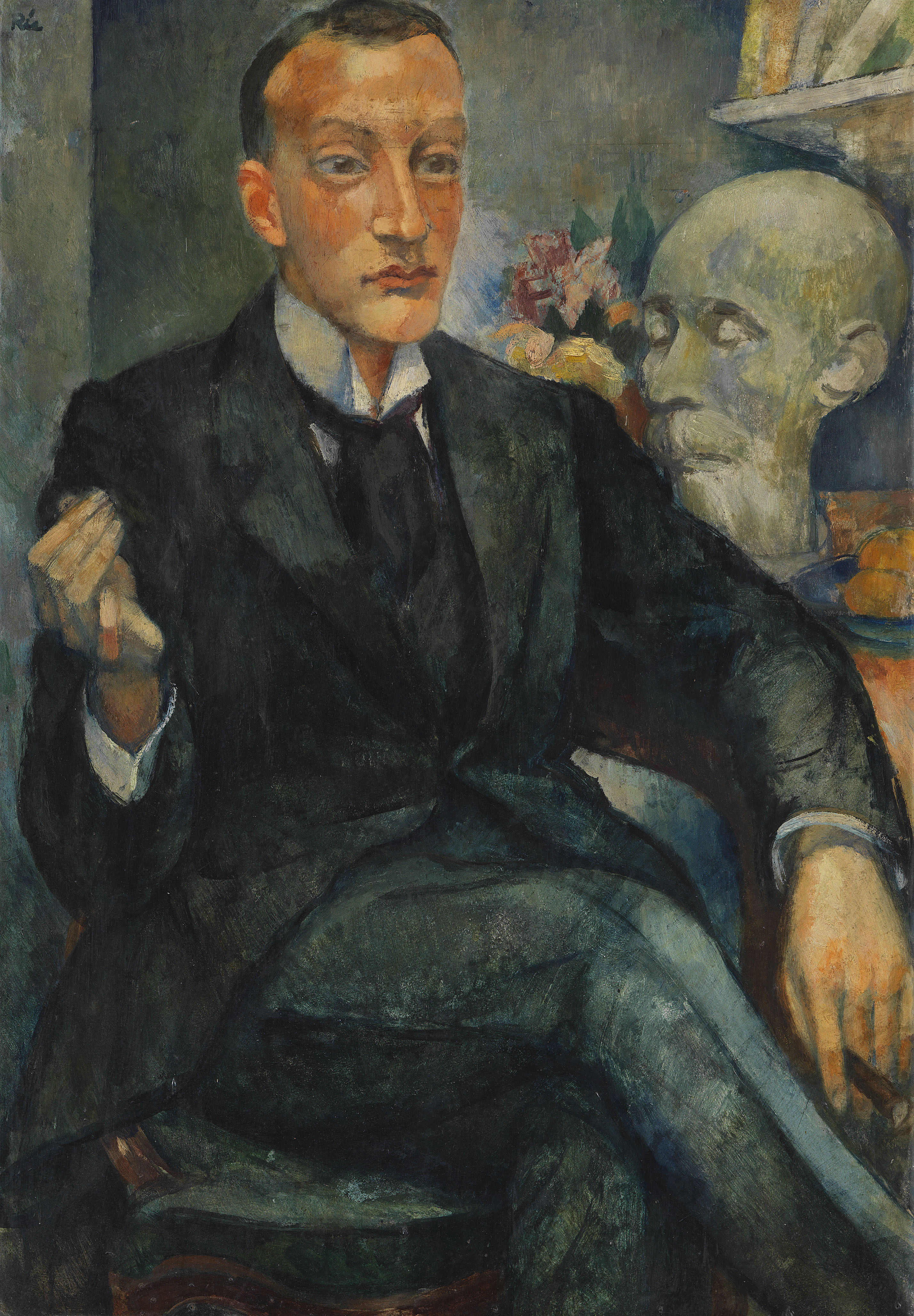
Портрет доктора Альберта Вагнера, 1920
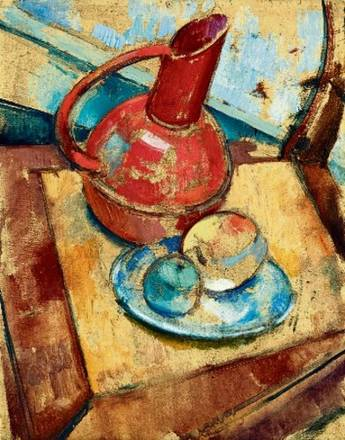
Натюрморт, ок. 1921
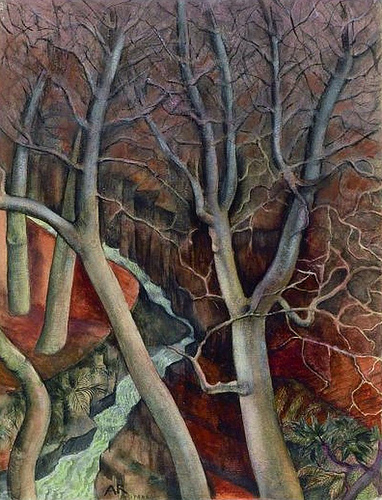
Ореховые деревья в Позитано, ок. 1922,
Терезина, 1925,
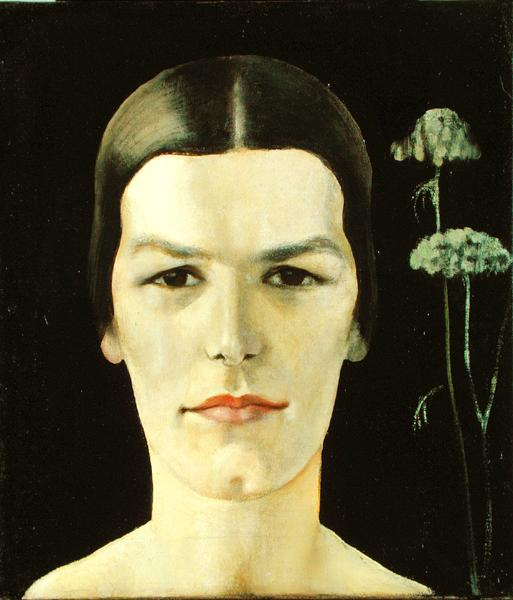
Портрет Хильдегард Хейсе, 1928,
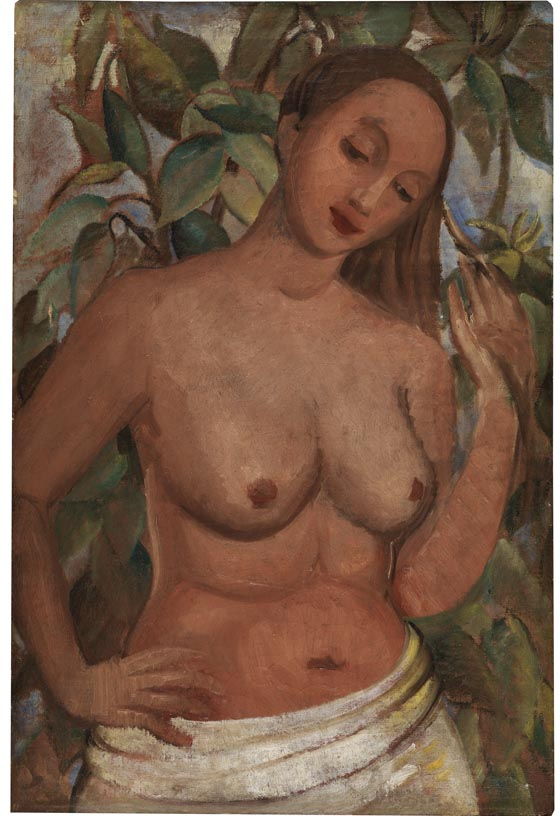
Полуобнажённая женская натура, 1930,
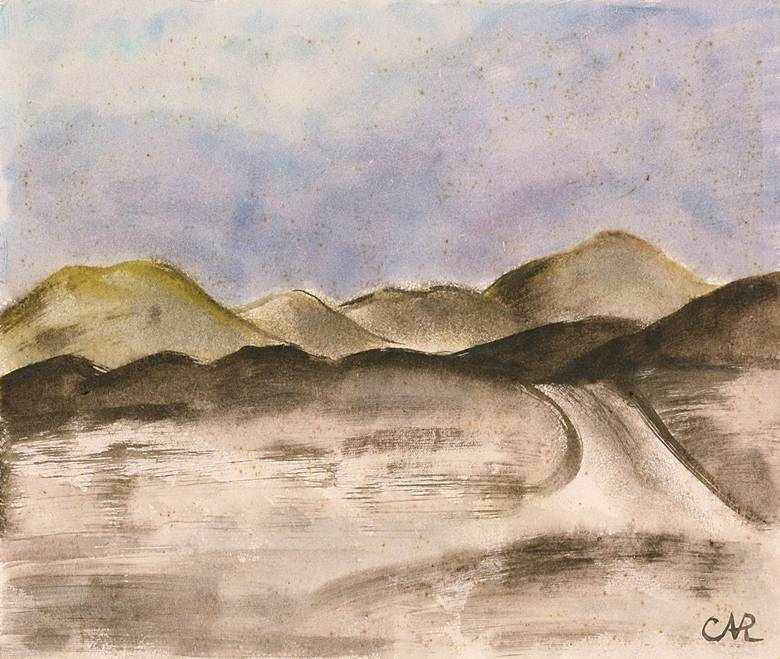
Дюны, 1932/1933
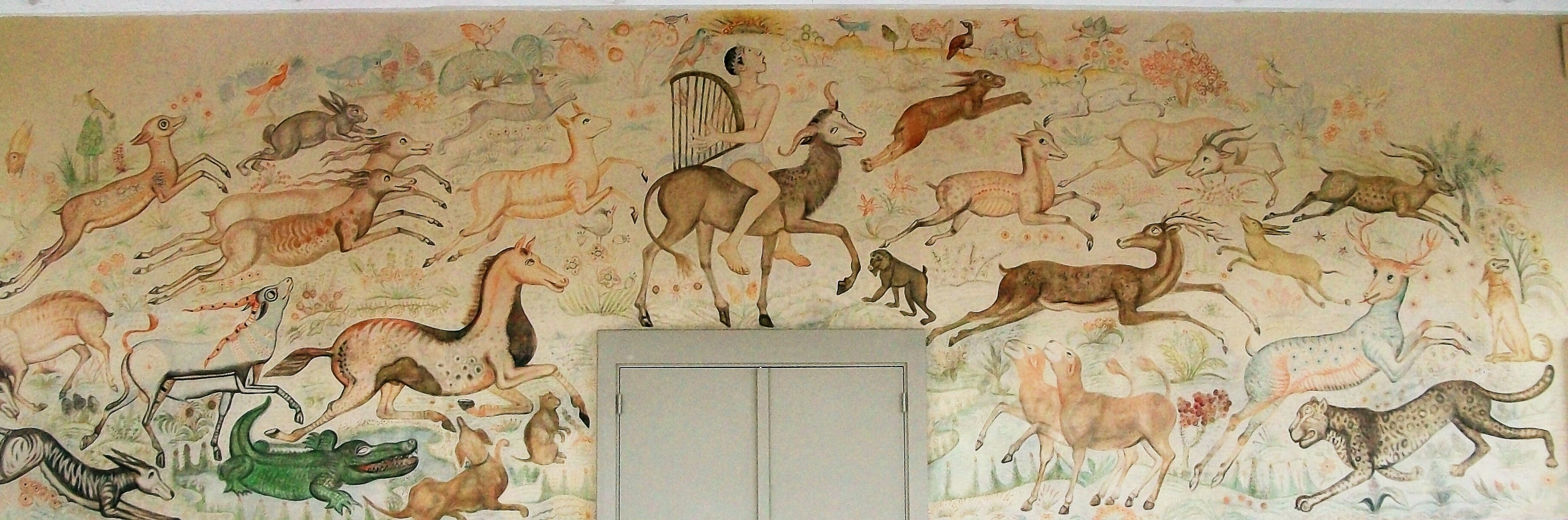
Орфей и животные, лк. 1930, настенная живопись

## Продажи
Во время продаж на мюнхенском аукционе Кеттерер 7 декабря 2019 года картина Аниты Рее «Женщина в синем» размером в 90х70,5 см, написанная в кубистском стиле в 1919 году и первоначально оценённая в 40 тысяч евро, была продана по результатам торгов за 875 тысяч евро.

## Дополнения
- Биография и портрет Аниты Рее на Garten der Frauen